# 第46回ベルリン国際映画祭
第46回ベルリン国際映画祭は1996年2月15日から26日まで開催された。

## 概要
コンペティション部門には24本の長編と10本の短編が出品され、アン・リーがジェーン・オースティンの『分別と多感』を映画化した『いつか晴れた日に』が金熊賞を受賞。また、ジャック・レモンとエリア・カザンに名誉賞が贈られた。

## 受賞
- 金熊賞：『いつか晴れた日に』(アン・リー)
- 銀熊賞
  - 審査員特別賞：『あこがれ美しく燃え』 (ボー・ヴィーデルベリ)
  - 監督賞：イム・ホー (『太陽に暴かれて』)、リチャード・ロンクレイン (『リチャード三世』)
  - 男優賞：ショーン・ペン (『デッドマン・ウォーキング』)
  - 女優賞：アヌーク・グランベール (『私の男』)
  - 芸術貢献賞：アンジェイ・ワイダ (『聖週間』)
  - 貢献賞：東陽一 (『絵の中のぼくの村』)

## 上映作品

### コンペティション部門
長編映画のみ記載。アルファベット順。邦題がついていない場合は原題の下に英題。
| 題名 原題                                   | 監督                       | 製作国                       |
| ------------------------------------------- | -------------------------- | ---------------------------- |
| デッドマン・ウォーキング Dead Man Walking   | ティム・ロビンス           | アメリカ合衆国               |
| 絵の中のぼくの村                            | 東陽一                     | 日本                         |
| Faithful                                    | ポール・マザースキー       | アメリカ合衆国               |
| ゲット・ショーティ Get Shorty               | バリー・ソネンフェルド     | アメリカ合衆国               |
| 美しき青年 全泰壱 아름다운 청년 전태일      | パク・クァンス             | 韓国                         |
| 君が、嘘をついた。 Les menteurs             | エリ・シュラキ             | フランス                     |
| あこがれ美しく燃え Lust och fägring stor    | ボー・ヴィーデルベリ       | スウェーデン デンマーク      |
| カップルズ 麻將                             | エドワード・ヤン           | 台湾                         |
| ジキル&ハイド Mary Reilly                   | スティーヴン・フリアーズ   | アメリカ合衆国               |
| 私の男 Mon homme                            | ベルトラン・ブリエ         | フランス                     |
| Portland                                    | ニルス・アーゼン・オプレウ | デンマーク                   |
| 恋の闇 愛の光 Restoration                   | マイケル・ホフマン         | アメリカ合衆国 イギリス      |
| Ri guang xia gu (Sun Valley、日光峡谷)      | ハー・ピン                 | 中国                         |
| リチャード三世 Richard Ⅲ                    | リチャード・ロンクレイン   | イギリス アメリカ合衆国      |
| いつか晴れた日に Sense and Sensibility      | アン・リー                 | アメリカ合衆国 イギリス      |
| 盗聴2 Stille Nacht                          | ダニ・レヴィ               | ドイツ スイス                |
| 太陽に暴かれて 太陽有耳                     | イム・ホー                 | 中国                         |
| 12モンキーズ Twelve Monkeys                 | テリー・ギリアム           | アメリカ合衆国               |
| ラ・グーレットのひと夏 Un été à La Goulette | フェリッド・ブーゲディール | チュニジア フランス ベルギー |
| Vite strozzate (Strangled Lives)            | リッキー・トニャッツィ     | イタリア フランス ベルギー   |
| What I Have Written                         | ジョン・ヒューズ           | オーストラリア               |
| 聖週間 Wielki tydzien                       | アンジェイ・ワイダ         | ポーランド ドイツ フランス   |
| Éxtasis (Ecstasy)                           | マリアノ・バロソ           | スペイン                     |

### コンペティション外
- ニクソン – オリヴァー・ストーン (アメリカ)
- フロム・ダスク・ティル・ドーン – ロバート・ロドリゲス (アメリカ)
- ホーム・フォー・ザ・ホリデイ – ジョディ・フォスター (アメリカ)
- Mutters Courage – ミヒャエル・フェアヘーフェン (ドイツ・イギリス)

## 日本映画
コンペティション部門で上映された東陽一の『絵の中のぼくの村』が銀熊賞の貢献賞(Silver Bear for an outstanding single achievement)を受賞した。
また、パノラマ部門では長崎俊一の『ロマンス』が、フォーラム部門で荒戸源次郎の『ファザーファッカー』、大木裕之の『Heaven-6-Box』、押井守の『GHOST IN THE SHELL / 攻殻機動隊』がそれぞれ上映された。

## 審査員
- ニキータ・ミハルコフ (ロシア/監督)
- アン・ホイ (香港/監督)
- クリスティアン・ツェーンダー (スイス/監督・プロデューサー)
- ペーター・リリエンタール (ドイツ/監督)
- ジョアン・チェン (アメリカ/監督・女優)
- ギラ・アルマゴール (イスラエル/女優)
- ユルゲン・プロホノフ (ドイツ/俳優)
- ヴィンセンツォ・セラミ (イタリア/脚本家)
- クロード・リッシュ (フランス/俳優)
- フェイ・ウェルドン (イギリス/脚本家)
- キャサリン・ワイラー (アメリカ/プロデューサー)